# Dymasius nodifer
Dymasius nodifer là một loài bọ cánh cứng trong họ Cerambycidae.